# 인앤아웃 버거
인앤아웃 버거 주식회사(In-N-Out Burgers, Inc.) 또는 인앤아웃 버거(In-N-Out Burgers)는 인앤아웃 버거(In-N-Out Burger)로 영업하고 있는 미국의 지역 연쇄점 패스트 푸드 레스토랑으로, 주로 캘리포니아주에, 그리고 더 적은 범위로 오리건주에서 텍사스주까지의 미국 남서부에 위치한다. 이 레스토랑은 1948년 캘리포니아주 볼드윈파크에서 해리 (1913–1976)와 에스더 스나이더 (1920–2006)에 의해 설립되었다. 이 체인점은 캘리포니아주 어바인에 본사를 두고 있으며, 남부 캘리포니아를 넘어 캘리포니아의 나머지 지역뿐만 아니라 애리조나주, 네바다주, 유타주, 텍사스주, 오리건주, 콜로라도주, 아이다호주로 확장되었고, 워싱턴주, 뉴멕시코주, 테네시주로의 확장을 계획하고 있다. 현재 소유주는 스나이더 부부의 유일한 손녀인 린지 스나이더이다.
체인점이 확장되면서, 원래 볼드윈파크 지점 외에도 여러 유통 센터를 열었다. 캘리포니아주 래스로프, 애리조나주 피닉스, 유타주 드레이퍼, 텍사스주 댈러스, 콜로라도주 콜로라도스프링스에 위치한 이 새로운 시설들은 향후 다른 지역으로의 잠재적 확장을 대비할 것이다.
인앤아웃 버거는 운영을 프랜차이즈화하거나 기업공개하지 않기로 결정했다. 한 가지 이유는 지나치게 빠른 사업 성장이 음식 품질이나 고객 일관성을 저해할 수 있다는 우려 때문이다. 인앤아웃 레스토랑 체인은 매우 충성도 높은 고객 기반을 개발했으며 여러 고객 만족도 조사에서 최고의 패스트 푸드 레스토랑 중 하나로 평가받았다.

## 역사

### 1세대
인앤아웃 버거의 첫 번째 지점은 1948년 스나이더 부부에 의해 로스앤젤레스 교외 캘리포니아주 볼드윈파크에 개점했으며, 현재 주간고속도로 제10호선과 프랜시스퀴토 애비뉴의 교차로 남서쪽 모퉁이에 위치한다. 이 레스토랑은 캘리포니아 최초의 드라이브스루 햄버거 스탠드로, 운전자들이 양방향 스피커 시스템을 통해 주문할 수 있게 했다. 이는 제2차 세계 대전 이후 캘리포니아에서 카합들이 주문을 받고 음식을 서빙하는 방식이 사용되던 때에 새롭고 독특한 아이디어였다.
1951년, 두 번째 인앤아웃이 캘리포니아주 코비나에 개점했으며, 그랜드 애비뉴와 애로우 하이웨이 교차로 서쪽에 위치했다. 이 회사는 1970년대까지 비교적 작은 남부 캘리포니아 체인으로 남아있었다. 스나이더 부부는 품질 유지를 위해 첫 레스토랑들을 면밀히 관리했다. 해리 스나이더가 1976년 63세의 나이로 사망했을 때, 체인점은 18개의 레스토랑을 가지고 있었다.

### 2세대
1976년, 해리 스나이더의 사망 후 24세의 리치 스나이더가 회사의 사장이 되었다. 형 가이와 함께 리치는 어릴 때부터 아버지의 인앤아웃에서 일하기 시작했다. 다음 20년 동안, 리치의 리더십 아래 체인점은 급속한 성장을 겪으며 93개 레스토랑으로 확장되었다. 1988년 6월, 인앤아웃은 캘리포니아주 사우전드 팜스에 50번째 지점을 개점했다.
로스앤젤레스 광역권 외부에 위치한 첫 번째 지점은 1990년 샌디에이고군에 개점했으며, 체인점의 57번째 지점이었다. 1992년, 인앤아웃은 네바다주 라스베이거스에 첫 남부 캘리포니아 외 레스토랑을 개점했다. 다음 해 모데스토에 첫 북부 캘리포니아 지점을 개점했다. 이후 확장은 샌프란시스코 베이 에어리어를 포함한 북부 캘리포니아로 퍼져나갔고, 추가적인 라스베이거스 지역 레스토랑도 추가되었다. 1993년 12월 15일 캘리포니아주 프레즈노에 93번째 인앤아웃 매장을 개점한 후, 리치 스나이더와 다른 네 명의 승객은 캘리포니아주 오렌지군의 존 웨인 공항에 접근하던 중 비행기 추락 사고로 사망했다. 그들이 타고 있던 전세기는 착륙하던 보잉 757을 뒤따르다가 항적난기류에 휘말려 추락했다. 이로 인한 추락 조사는 연방항공국이 무거운 항공기와 뒤따르는 가벼운 항공기 사이에 항적난기류가 약해질 수 있도록 충분한 거리를 두도록 요구하게 만들었다.
리치 스나이더의 사망 후, 1994년 1월 가이 스나이더가 사장직을 맡아 회사의 공격적인 확장을 이어갔으나, 1999년 진통제 과다 복용으로 사망했다. 그의 리더십 아래, 인앤아웃의 100번째 지점은 1994년 11월 10일 캘리포니아주 길로이에 개점했다. 그는 거의 6년간 사장으로 재직하며 인앤아웃을 93개에서 140개 지점으로 확장했다. 그의 어머니 에스더가 이후 사장직을 이어받았다.

### 21세기
2006년 에스더 스나이더가 86세의 나이로 사망하자, 사장직은 전 운영 부사장 마크 테일러에게 넘어갔다. 테일러는 회사의 다섯 번째 사장이자 처음으로 가족 구성원이 아닌 사람이었지만, 가족과 인연이 있었다. 회사의 현재 상속인은 가이의 딸이자 에스더와 해리 스나이더의 유일한 손녀인 린지 스나이더이다. 할머니 사망 당시 23세였고 린지 마르티네스로 알려졌던 스나이더는 신탁을 통해 회사를 소유하고 있다. 그녀는 2012년 30세가 되었을 때 회사 지분의 50%를 얻었고, 2017년 5월 35세가 되었을 때 거의 모든 지배권을 얻었다.

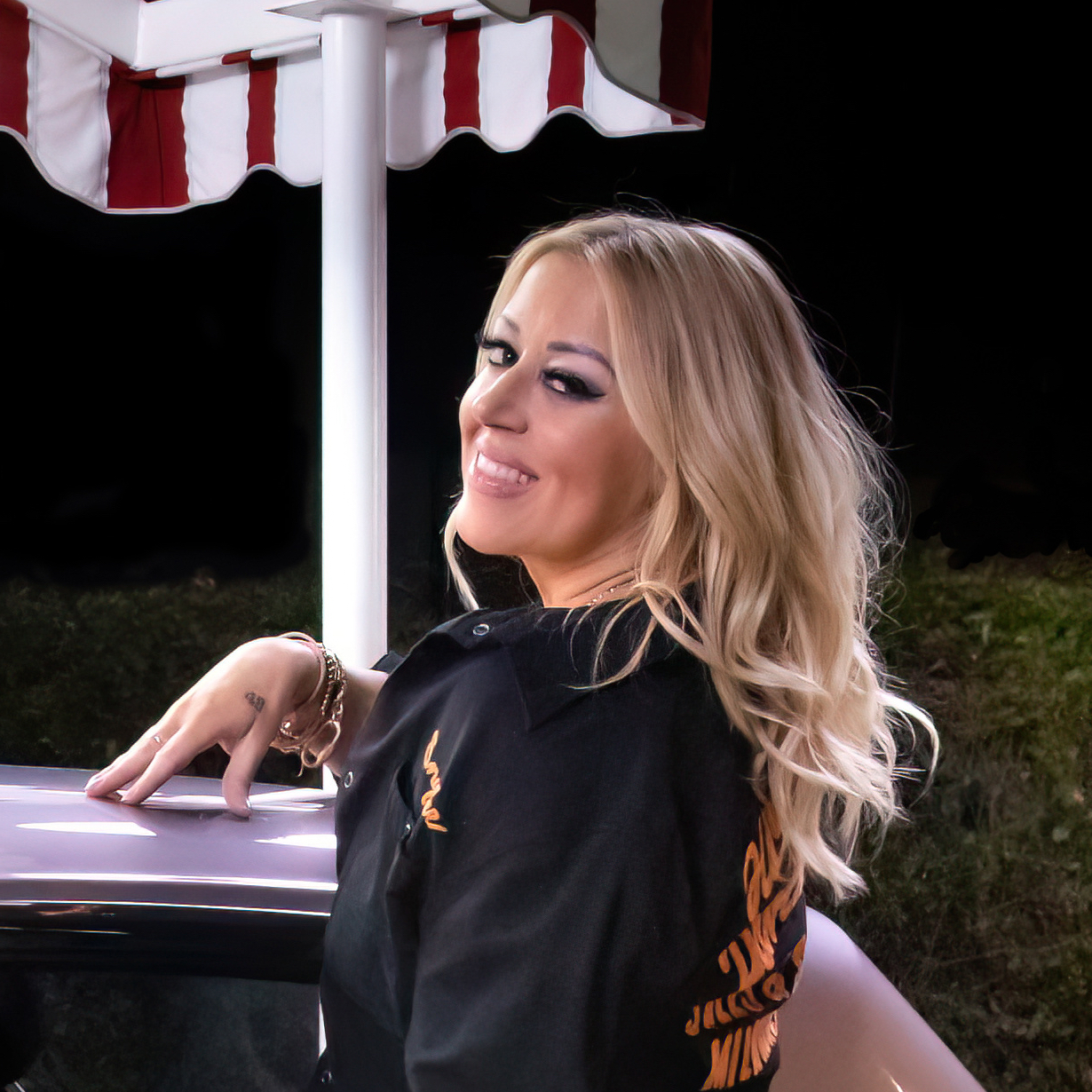
인앤아웃 버거의 현재 소유주이자 사장인 린지 스나이더.

회사 내 다양한 역할을 거친 후, 스나이더는 2010년에 사장직을 맡아 회사의 여섯 번째 사장이 되었다. 그러나 대부분의 주요 결정은 7명의 집행 팀에 의해 이루어진다. 스나이더는 프랜차이즈를 하거나 회사를 매각할 의사가 없으며, 회사 소유권을 자녀들에게 물려줄 계획이다.
2018년 인앤아웃은 캘리포니아 공화당에 25,000달러를 기부했다. 2021년에는 40,000달러를 기부했다. 인앤아웃 COO 마크 테일러와 그의 아내 트레이시는 도널드 트럼프의 대선 캠페인에 기부했다.
2024년 1월 24일, 인앤아웃은 범죄 관련 안전 문제로 인해 캘리포니아주 오클랜드에 있는 유일한 매장을 폐쇄한다고 발표했다. 이는 회사 75년 역사상 처음으로 지점을 폐쇄한 사례이다.

### 확장
이 회사는 2000년에 애리조나주에 지점을 열었고 2004년 말에는 리노, 네바다주 스파크스, 카슨시티 네바다에 새로운 레스토랑을 추가했다. 인앤아웃은 이 새로운 지점들에서 큰 성공을 거두었다. 2005년 12월 말, 인앤아웃의 200번째 지점이 캘리포니아주 테메큘라에 개점했다. 2007년에는 투손에 첫 레스토랑을 개점했다. 이 매장 개점은 하루 최다 버거 판매 및 한 주 최다 판매 기록을 갱신했다.

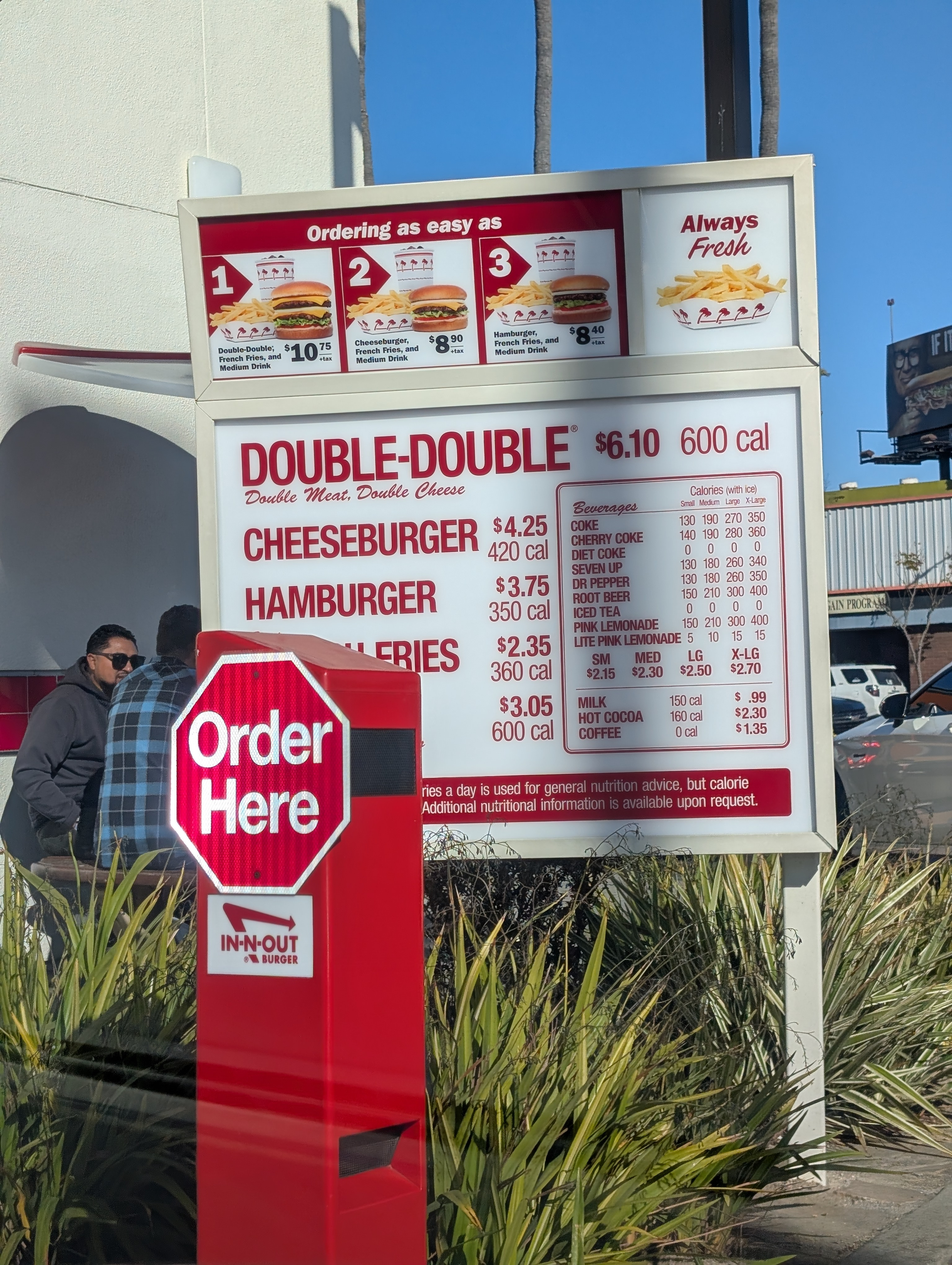
드라이브스루 줄에 있는 인앤아웃 메뉴 사진

2008년 인앤아웃은 세인트조지 교외인 유타주 워싱턴에 지점을 열어 네 번째 주로 확장했다. 2009년 말까지 체인점은 유타주 드레이퍼, 유타주 아메리칸 포크, 오렘에 세 개의 새로운 지점을 개점하며 유타 북부로 확장했다. 2010년 봄에는 웨스트밸리시티, 웨스트 조던, 유타주 센터빌, 유타주 리버턴에 더 많은 지점이 개점했다. 2013년 인앤아웃은 산악 지역 레스토랑을 서비스하기 위해 라스베이거스에 유통 센터를 개점했다.

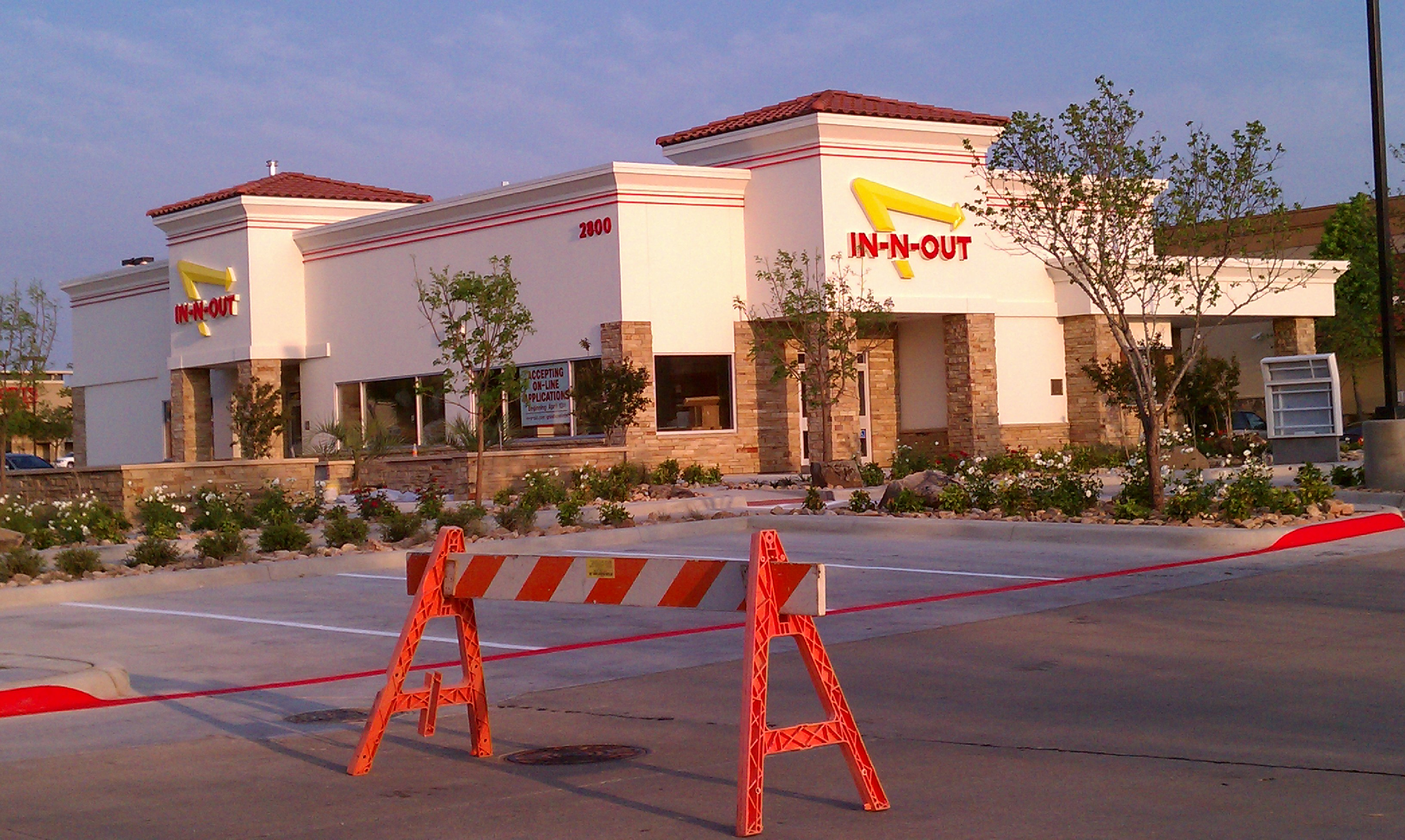
텍사스주 프리스코에 있는 인앤아웃 버거. 텍사스에 개점한 첫 번째 지점 중 하나이다.

2010년 5월, 인앤아웃은 텍사스주 내, 특히 댈러스-포트워스 지역에 새로운 지점을 열 계획을 발표했고, 첫 인앤아웃은 2011년 5월 11일 텍사스주 프리스코와 텍사스주 앨런에 개점했다. 이 체인점은 2013년 12월 오스틴에 첫 지점을 개점했다. 댈러스-포트워스 지역에는 18개의 레스토랑이 있고, 오스틴 지역에는 4개의 레스토랑이 있다. 칼 반 플리트 회사 부사장에 따르면, 텍사스에 있는 이 새로운 지점들은 회사가 주에 새로운 패티 생산 시설과 유통 센터를 건설해야 했다. 2014년 3월, 회사는 샌안토니오에 첫 지점을 확정했다. 2014년 가을에는 텍사스주 킬린에 22번째 텍사스 지점을 개점했다. 2014년 11월 20일, 인앤아웃은 샌안토니오에 첫 지점을 개점했으며, 이어서 2015년 11월에는 와코에 첫 지점을 개점했다. 2017년 1월, 인앤아웃은 휴스턴으로 확장할 계획을 발표했으며, 이 지역에 여러 지점을 계획했고, 첫 지점은 텍사스주 스태포드가 될 것이라고 발표했다.
2015년 1월, 인앤아웃은 캘리포니아주 애너하임에 위치한 300번째 레스토랑을 개점했다. 개점 당시 회사는 연간 5억 5,800만 달러의 매출을 올렸고 캘리포니아, 네바다, 유타, 텍사스, 애리조나에서 약 18,000명의 직원을 고용했다.

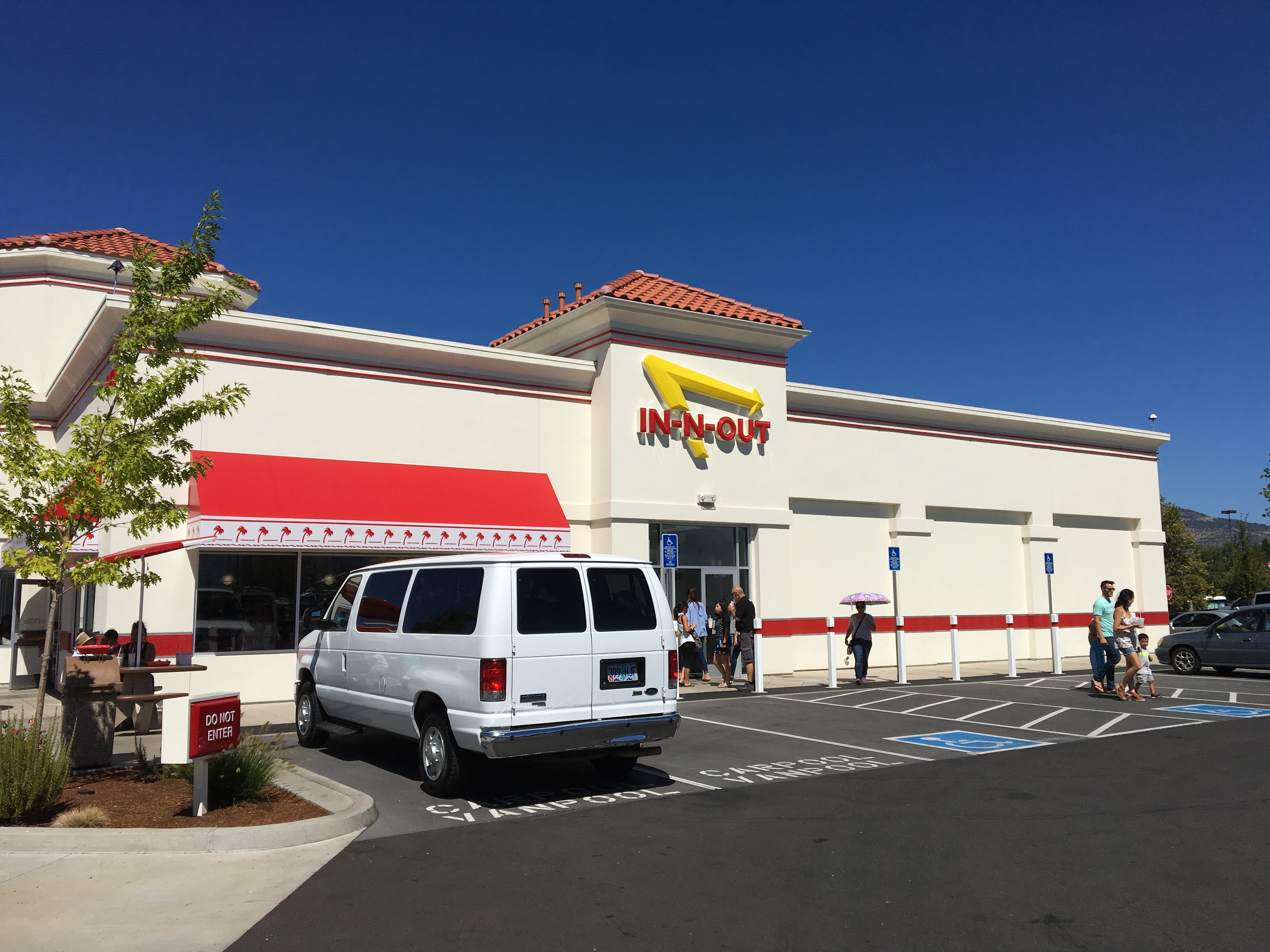
메드퍼드에 있는 인앤아웃. 오리건주 최초의 지점이다.

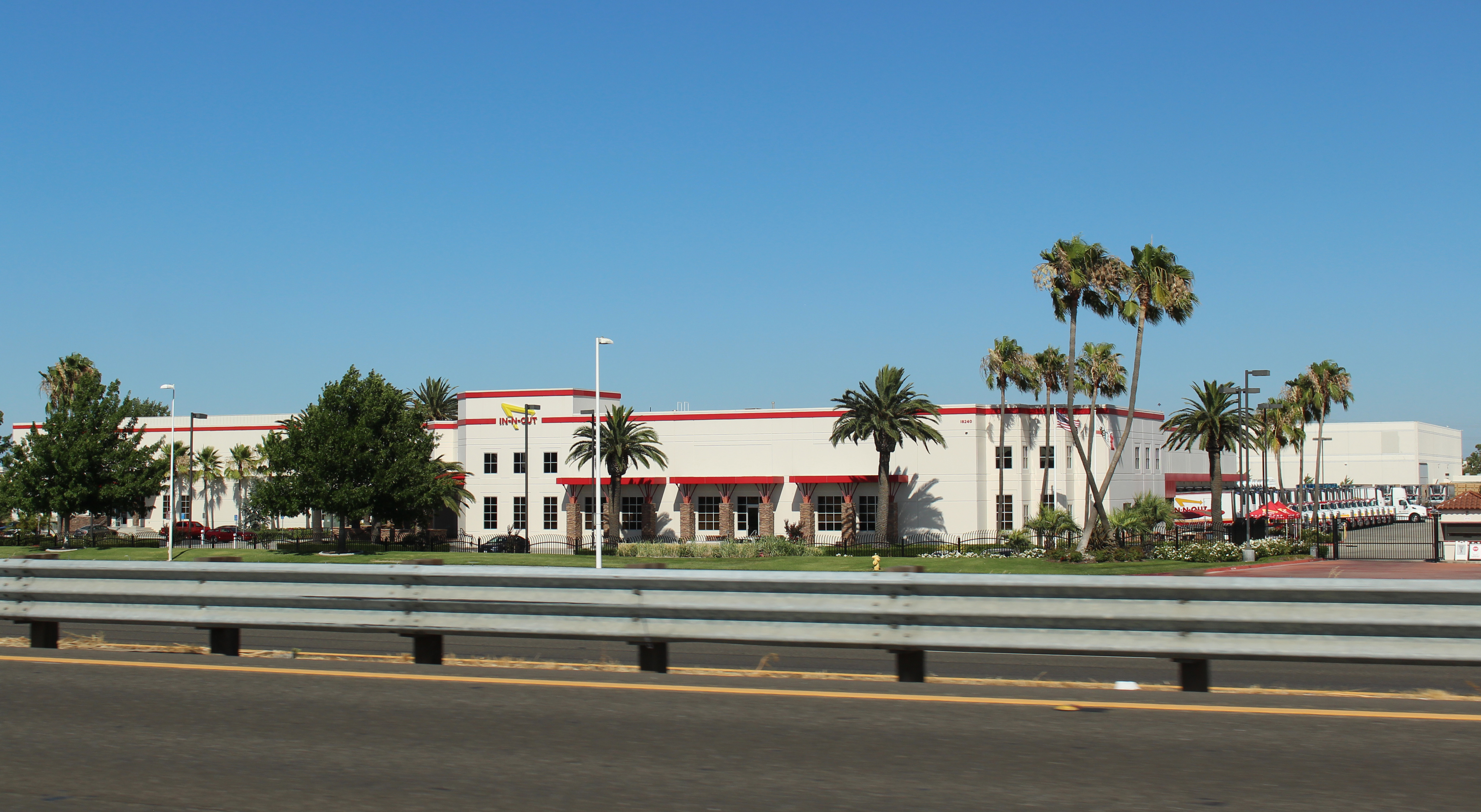
북부 캘리포니아와 오리건주에 서비스를 제공하는 래스로프에 있는 유통 센터.

이 회사는 2015년 9월 9일 (해리 스나이더의 생일과 같은 날) 메드퍼드에 오리건주 첫 번째 지점을 개점했다. 이 지점은 2006년에 완공된 캘리포니아주 래스로프 유통 센터에서 공급받는다. 린지 스나이더 사장은 개점 당시 새로운 지점을 계속 열 것이라고 밝혔다. 두 번째 오리건주 지점은 2017년 9월 그랜츠 패스에서 건설 중이었다. 2018년 8월 21일, 인앤아웃은 오리건주 카이저의 윌라멧 밸리에 지점을 열 계획을 발표했다. 이것이 회사의 최북단 지점이었다.
2017년 11월 30일, 회사는 2021년에 완공될 예정인 콜로라도주 확장에 앞서 콜로라도스프링스에 생산 시설과 유통 센터를 건설할 계획을 발표했다. 콜로라도의 첫 지점들은 2020년 11월 20일 콜로라도스프링스와 콜로라도주 오로라에 개점했다.
인앤아웃은 2020년에 캘리포니아주 치노에 새로운 유통 센터를 개점하여 기존 볼드윈파크 유통 센터의 일부 부담을 덜 계획을 승인받았다. 이 센터는 그 해 말에 개점했다.
2020년 11월 24일, 인앤아웃은 아이다호주에 매장을 개점하는 초기 단계에 있다고 밝혔다. 주 내 첫 매장은 2023년 12월 아이다호주 머리디언에 개점했다. 인앤아웃은 이후 보이지와 남파에 추가 매장을 개점하는 데 관심을 표명했으며, 머리디언에 두 번째 지점도 계획 중이다. 이 회사는 포틀랜드 주변의 여러 지점을 추진했으나 개발 문제로 거절되거나 지연되었다. 2024년에는 워싱턴주 최초의 지점인 워싱턴주 리지필드에 지점 개점이 발표되었다.
2023년 1월 10일, 빌 리 테네시 주지사와 인앤아웃 사장 린지 스나이더는 2026년까지 테네시주 프랭클린에 새로운 허브를 건설하고, 내슈빌 광역권을 시작으로 남동부에 레스토랑을 개점할 것이라고 발표했다. 이는 회사의 첫 동부 허브이며 1억 2,550만 달러가 투자될 것이다.
인앤아웃은 2027년까지 뉴멕시코주로 확장하여 앨버커키에 지점을 열 계획이다. 뉴멕시코로 확장한 후, 인앤아웃은 남서부의 모든 주에 진출하게 될 것이다.

최소 한 개의 인앤아웃 지점이 있는 카운티 (2020년 3월 기준, 일부 이후 업데이트). 1992년 이후 인앤아웃은 캘리포니아를 넘어 애리조나, 네바다, 텍사스, 유타, 오리건, 콜로라도, 그리고 가장 최근에는 아이다호로 확장되었다.

## 제품

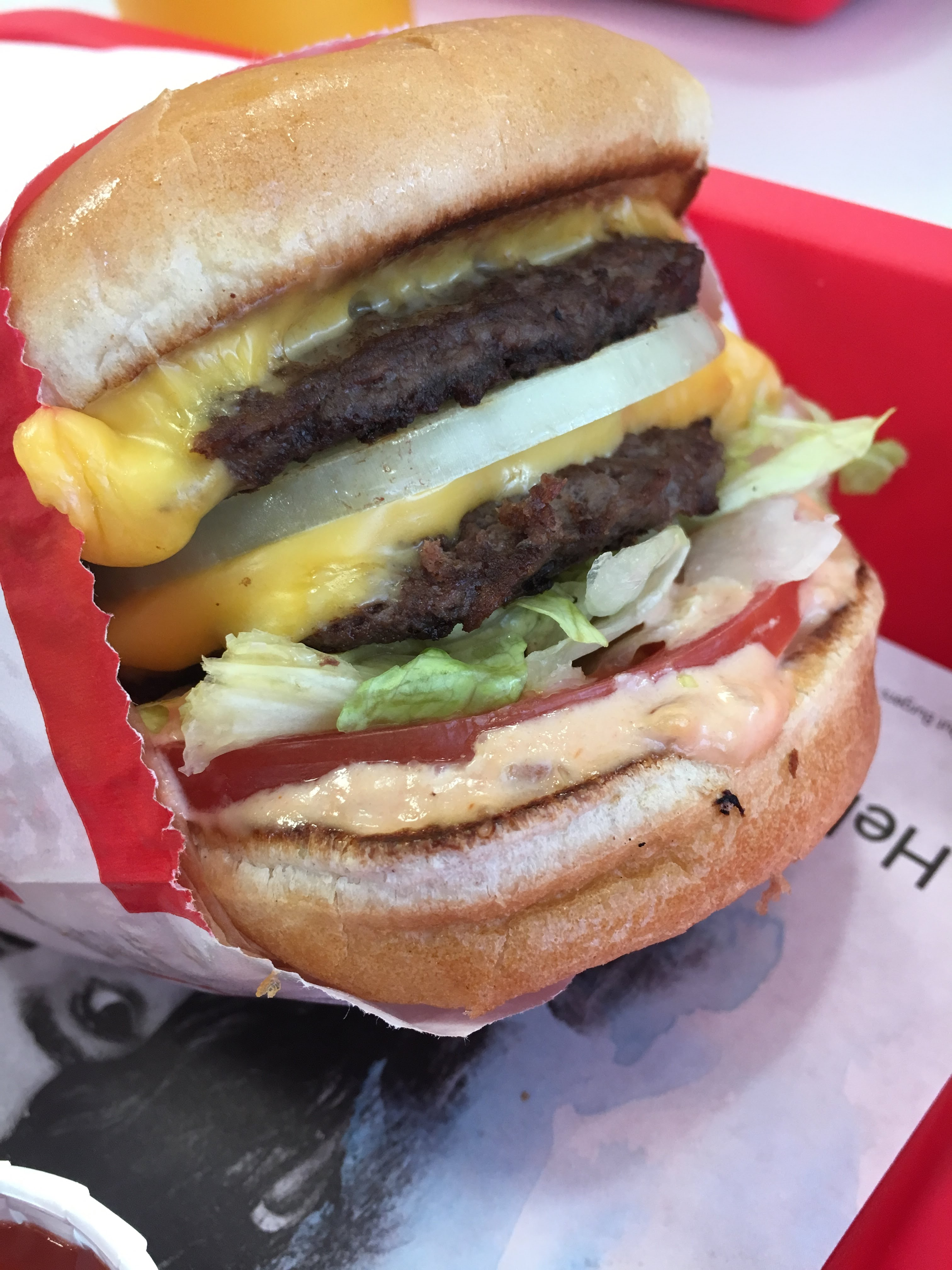
더블-더블 버거

인앤아웃 메뉴는 햄버거, 치즈버거, 그리고 "더블-더블"(햄버거 패티 두 개와 치즈 슬라이스 두 개)의 세 가지 버거 종류로 구성되어 있다. 감자튀김과 탄산음료도 이용 가능하며, 세 가지 맛의 밀크셰이크도 있다. 햄버거는 상추, 토마토와 함께 양파를 넣거나 넣지 않을 수 있으며(주문 시 고객에게 신선한 양파 또는 구운 양파 중 선택을 요청함), "스프레드"(사우전드 아일랜드 드레싱 변형)라고 불리는 소스가 제공된다.
그러나 메뉴에는 없지만 모든 인앤아웃에서 이용 가능한 추가적인 이름 붙여진 항목들이 있다. 이 변형들은 체인의 "비밀 메뉴"에 속하지만, 이 메뉴는 회사 웹사이트에서 접근할 수 있다. 이 변형들에는 3×3(패티 세 개와 치즈 슬라이스 세 개), 4×4(패티 네 개와 치즈 슬라이스 네 개), 나폴리탄 셰이크, 그릴드 치즈 샌드위치(고기 대신 녹은 치즈 두 조각과 버거와 동일한 재료로 구성), 프로틴 스타일(빵 대신 상추로 랩, 버거와 동일한 재료로 구성), 그리고 애니멀 스타일(머스타드를 얇게 발라 요리하고, 피클, 구운 양파, 추가 스프레드 등 조미료 추가)이 있다. 애니멀 스타일 프라이는 녹은 치즈 두 조각, 스프레드, 구운 양파가 위에 올라간다. 통 또는 썰린 고추도 요청 시 이용 가능하다. 프로틴 스타일과 애니멀 스타일 모두 이 체인점과 관련된 회사 상표로 등록된 하우스 특선 메뉴이다.
2005년까지 인앤아웃은 추가 비용으로 패티와 치즈 슬라이스를 추가하여 어떤 크기의 버거 주문도 수용했다. 2004년에는 특히 유명한 100×100(패티 100개, 치즈 슬라이스 100개) 사건이 발생했다. 거대한 샌드위치에 대한 소문이 퍼지자, 인앤아웃 경영진은 4×4보다 큰 버거를 허용하지 않았다. 또한 "플라잉 더치맨"이라고 불리는 메뉴도 주문할 수 있는데, 이는 빵, 양념 또는 채소 없이 고기 패티 두 개와 치즈 슬라이스 두 개로만 구성된다.
2018년 1월, 인앤아웃은 15년 만에 처음으로 메뉴에 마시멜로를 넣은 핫초콜릿을 추가했다. 그러나 이것이 메뉴에 처음 등장한 것은 아니다. 1950년대 초창기에 레스토랑에서 이미 제공되었다. 코코아 파우더는 기라델리에서 공급받는다.

## 매장 디자인 및 배치

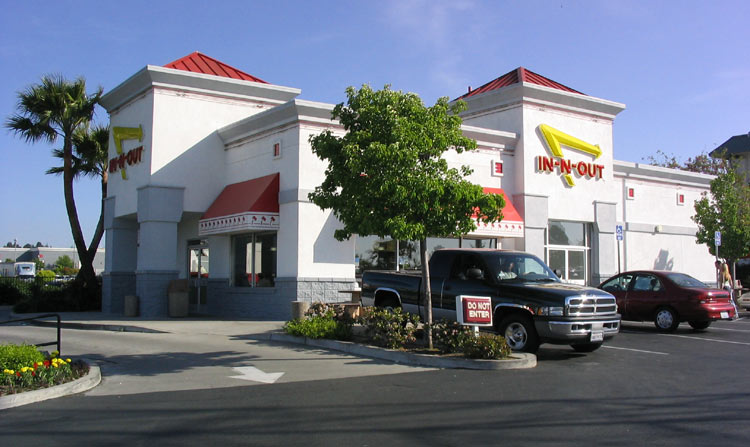
캘리포니아주 피놀에 있는 인앤아웃 레스토랑, 주간고속도로 제80호선 근처에 드라이브스루 차선 하나와 실내 식사 공간이 있다. 뒤쪽의 교차된 야자나무에 주목하라.

인앤아웃의 시그니처 색상은 흰색, 빨간색, 노란색이다. 흰색은 건물 외벽과 직원들의 기본 유니폼에 사용된다. 빨간색은 건물 지붕과 직원들의 앞치마와 모자에 사용된다. 노란색은 지붕의 장식 띠와 로고의 상징적인 화살표에 사용된다. 그러나 색상 구성에 약간의 차이가 있을 수 있다.
초기의 인앤아웃은 두 차선 사이에 주방 "스탠드"를 배치하는 공통된 디자인을 가지고 있었다. "앞" 차선은 거리에서 가장 가깝고 "뒤" 차선은 거리에서 멀리 떨어져 있다. 이 지점 디자인은 이중 드라이브스루로 알려져 있다. 금속 캐노피는 주차하고 식사하기를 원하는 고객들을 위해 여러 테이블에 그늘을 제공하지만, 실내 식사 공간은 없다. 주차장 쪽으로는 워크업 창문이 있다. 이 레스토랑들은 음식과 물품을 별도의 건물에 보관하며, 직원들이 후방 차선을 가로질러 주방으로 물품을 운반하는 동안 운전자에게 잠시 기다려 달라고 요청하는 것은 드문 일이 아니다.
이 디자인은 인앤아웃 광고와 미술 작품에 자주 등장하는 인기 있는 이미지이며, 종종 1965년형 머스탱과 1968년형 파이어버드와 같은 클래식 자동차가 원래 레스토랑을 방문하는 모습을 보여준다. 그랜드 애비뉴 서쪽 애로우 하이웨이에 위치했던 코비나의 원래 레스토랑은 지역 재개발로 인해 1990년대 초 문을 닫아야 했다. 몇 백 피트 떨어진 곳에 현대적인 디자인의 드라이브스루/식사 공간 레스토랑이 건설되었다. 대체 건물은 원래 건물 부지의 거의 절반을 차지할 정도로 상당히 컸다.

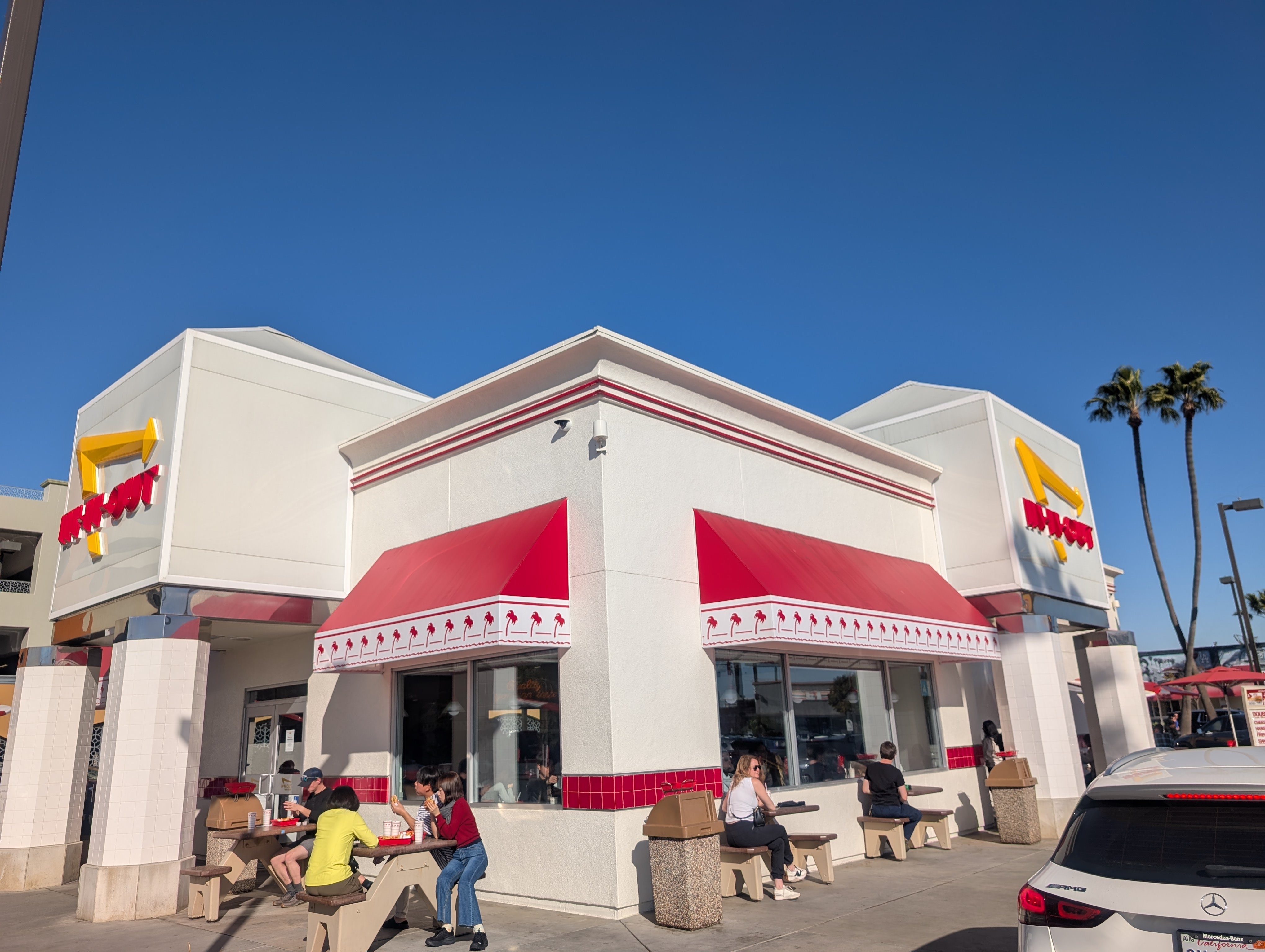
로스앤젤레스 국제공항에서 가장 가까운 인앤아웃 지점의 외부 모습.

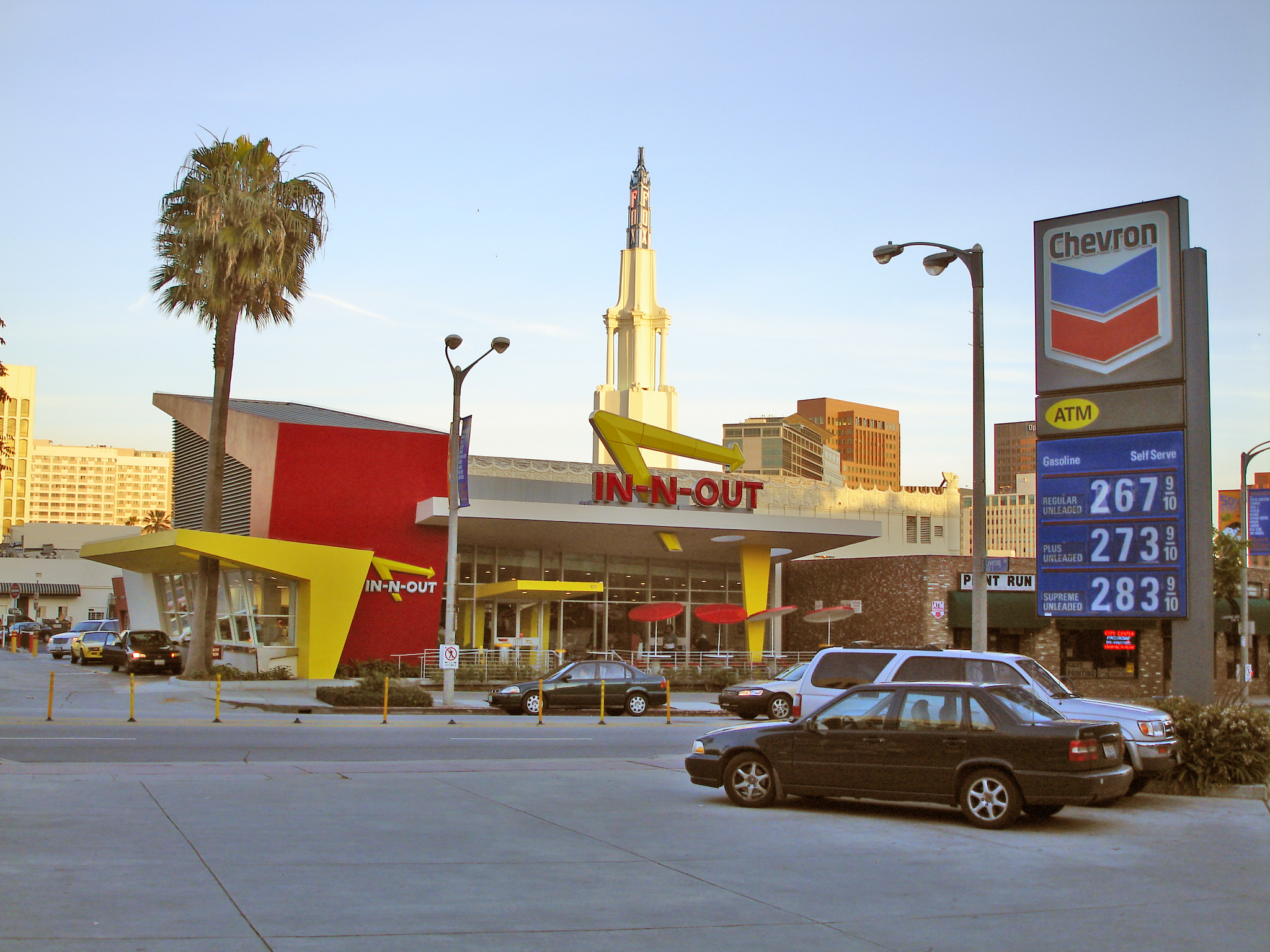
로스앤젤레스 웨스트우드의 UCLA 캠퍼스 근처에 있는 스티븐 캐너 건축가가 설계한 매장

새로운 인앤아웃 레스토랑은 표준화된 템플릿 또는 청사진을 기반으로 하며, 사용 가능한 공간과 예상 교통량에 따라 선택된다. 건물 외관은 지역 조닝 및 건축 요구 사항을 충족하기 위해 다를 수 있지만, 최근 건설된 대부분의 인앤아웃 레스토랑의 내부 평면도와 장식은 동일하다. 그러나 샌프란시스코 피셔맨스워프와 로스앤젤레스 웨스트우드에 있는 레스토랑과 같이 건축가 스티븐 캐너가 설계한 일부 레스토랑은 눈에 띄게 설계되었다.
일반적인 현대식 매장은 주방과 음식 준비 공간 앞에 계산대가 있는 고객 서비스 카운터를 포함하는 내부 배치를 가지고 있다. 종이 용품(냅킨, 봉투 등)과 "건조" 식품(감자, 빵 등)을 위한 별도의 보관 공간뿐만 아니라 상하기 쉬운 물품(상추, 치즈, 스프레드 등)을 위한 워크인 냉장고, 그리고 버거 패티를 위한 전용 고기 냉장고가 있다. 고객 공간에는 부스, 테이블 및 바 스타일 좌석이 혼합된 실내 식사 공간이 포함된다. 야외 좌석도 보통 테이블과 벤치와 함께 이용 가능하다. 대부분의 새로운 레스토랑에는 한 차선의 드라이브스루가 있다.

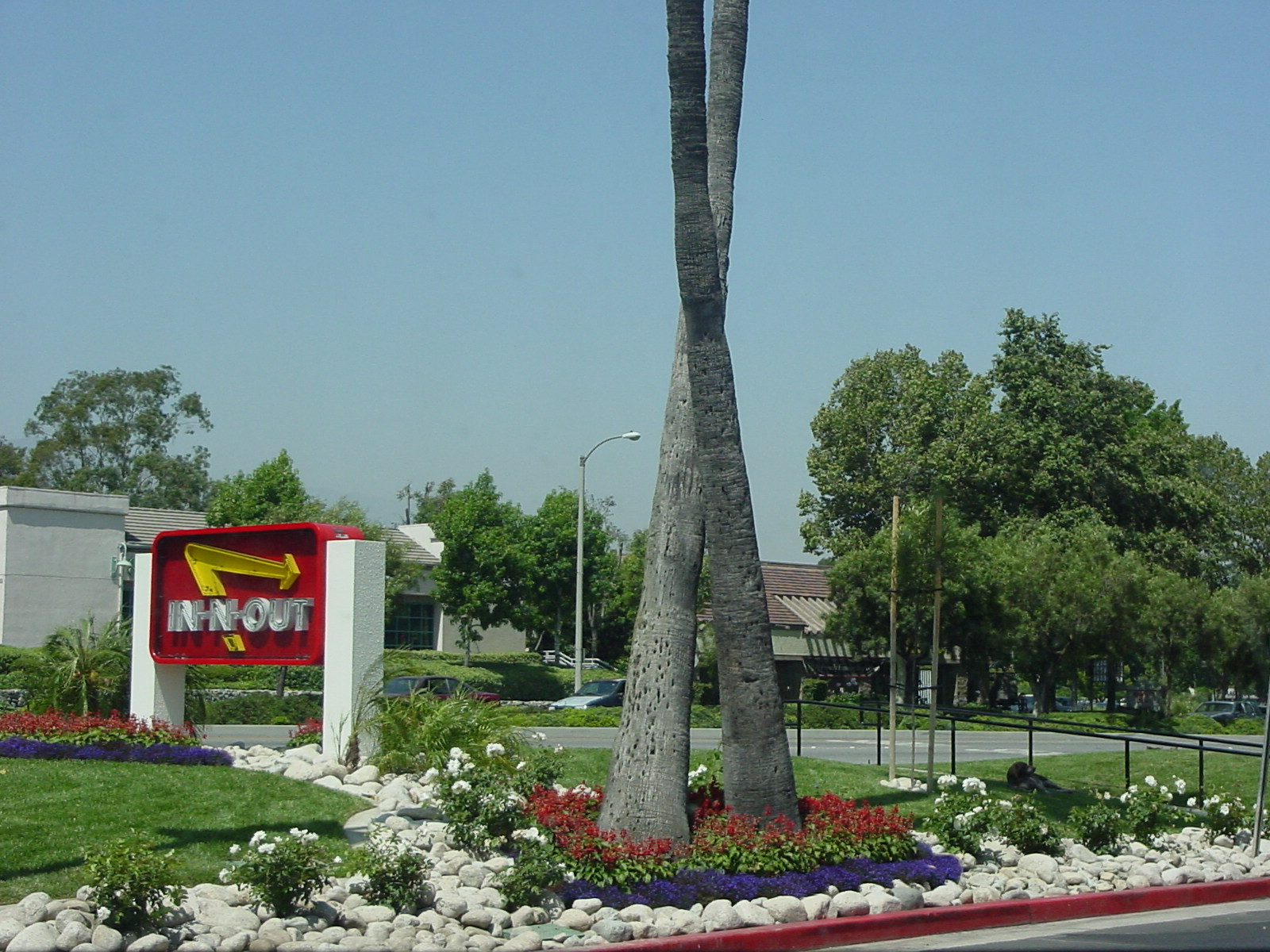
인앤아웃의 교차된 야자나무의 예

현대적인 인앤아웃 지점들 사이에서는 추가적인 디자인 요소들이 흔하다. 인앤아웃의 캘리포니아에서 영감을 받은 야자나무 테마와 맞춰, 야자나무는 때때로 레스토랑 앞에 "X" 형태로 심어진다. 이는 창업자 해리 스나이더가 가장 좋아했던 영화인 스탠리 크레이머의 매드 매드 대소동에 대한 암시이다. 이 영화에서 등장인물들은 숨겨진 보물을 찾고, 가운데 두 그루가 "X"를 이루는 네 그루의 야자나무 아래에서 보물을 발견한다.

## 광고

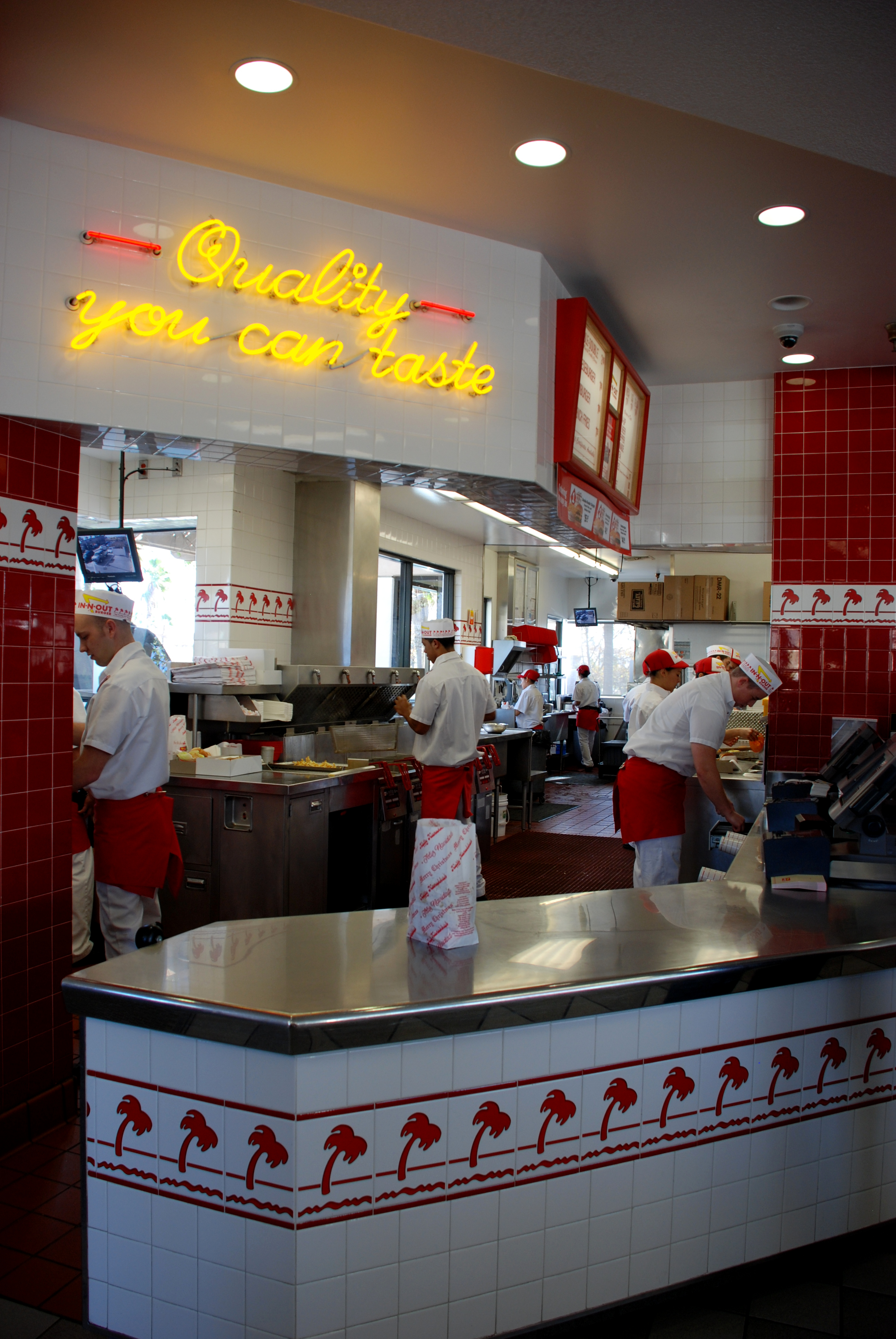
회사의 슬로건 "Quality you can taste"가 있는 전형적인 내부 모습

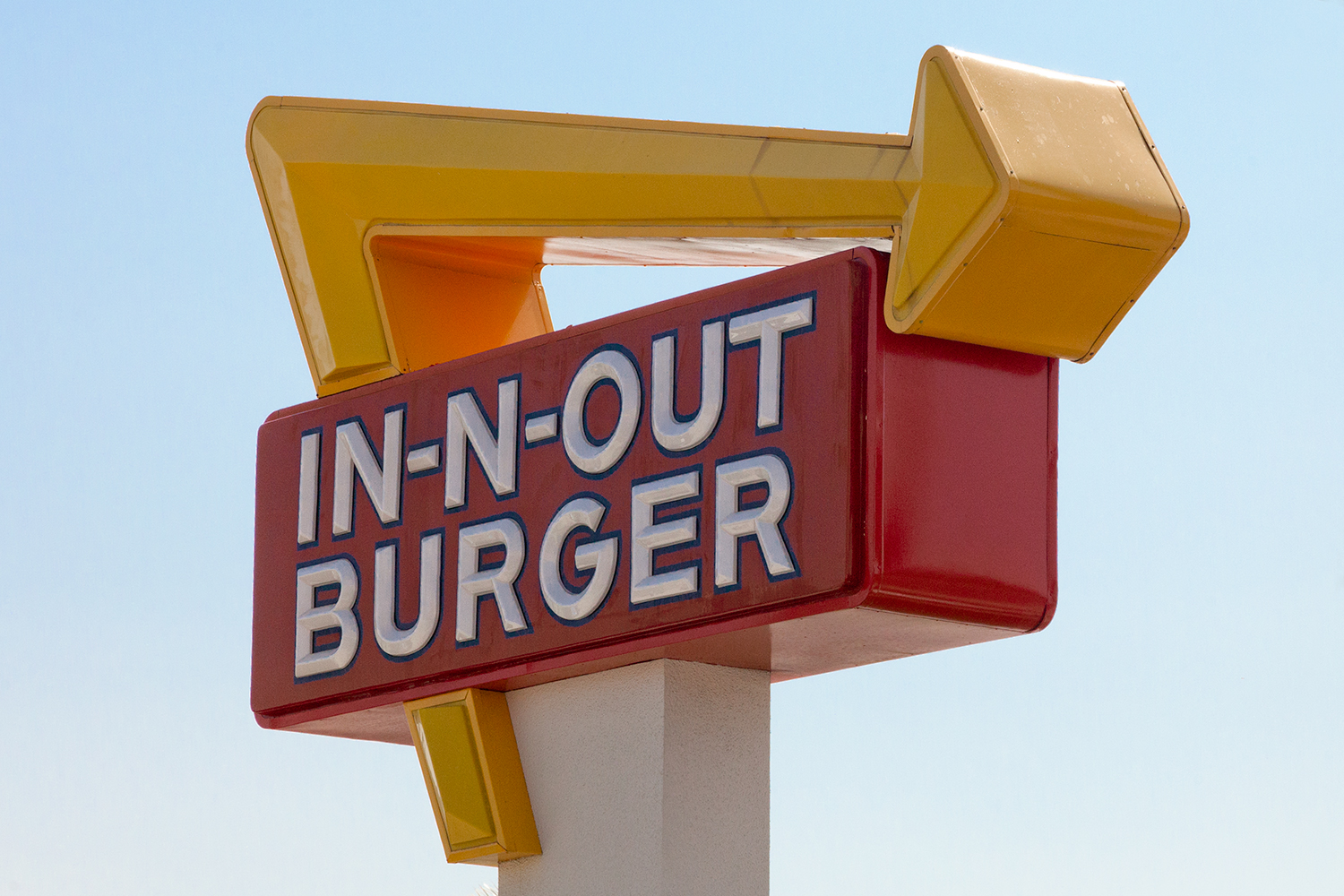
로스앤젤레스의 인앤아웃 버거 간판

다른 패스트푸드 체인처럼 인앤아웃은 가장 가까운 지점을 고객에게 안내하는 길가 광고판을 사용한다. 광고판에는 상표 등록된 더블-더블 버거 이미지가 표시된다. 이 체인은 짧은 라디오 광고를 사용하는데, 종종 "In-N-Out, In-N-Out. That's what a hamburger's all about."이라는 노래로 제한된다. 덜 흔한 텔레비전 광고는 햄버거의 시각적 매력을 강조한다. 인앤아웃은 광고에 유명인을 거의 사용하지 않지만, 존 클리즈와 존 굿맨이 라디오 광고 보이스오버를 맡은 적이 있다. 과거에는 스나이더 가족이 휴일의 의미를 표현하는 보이스오버와 함께 크리스마스 음악 프로그램을 후원하기도 했다.
광고 외에도 인앤아웃은 열정적인 팬들로부터 홍보 효과를 얻는다. 오랫동안 고객들에게 "In-N-Out Burger"라고만 쓰여 있는 무료 범퍼 스티커를 제공해 왔지만, 일반적으로 "In-N-Out urge"로 수정되기도 한다. 이 회사는 고객들이 인앤아웃 로고가 있는 기념품 의류를 판매하여 브랜드 홍보를 돕는다. 유명인사 팬들과 대중 매체의 무료 홍보도 사업을 촉진한다. 하이스먼 트로피 수상자이자 오하이오 주립 쿼터백 트로이 스미스가 2007년 BCS 내셔널 챔피언십 게임 전 기자회견에서 인앤아웃 치즈버거를 극찬했을 때, 한 고위 임원은 "우리에게 이보다 더 좋을 수는 없다. 우리는 작은 회사이고, 유명인 홍보대사는 없다. 하지만 우리가 얻을 수 있는 최고의 홍보대사를 방금 얻었다고 생각한다"고 말했다. 휴얼 하우저는 그의 텔레비전 카메라로 상점 내부를 촬영하는 것이 처음으로 허용되었으며, 이는 캘리포니아 골드 스페셜에서 방영되었다. 이 쇼에는 인앤아웃 본사 비하인드 투어도 포함되었다. 기프트 상품은 인앤아웃의 탄생지인 캘리포니아 볼드윈파크 근처에 있는 인앤아웃 "회사 상점"에서 판매된다. 1948년 첫 매장의 복제본은 2014년 원래 부지 근처에 공개되었다.

## 문화

### 인기

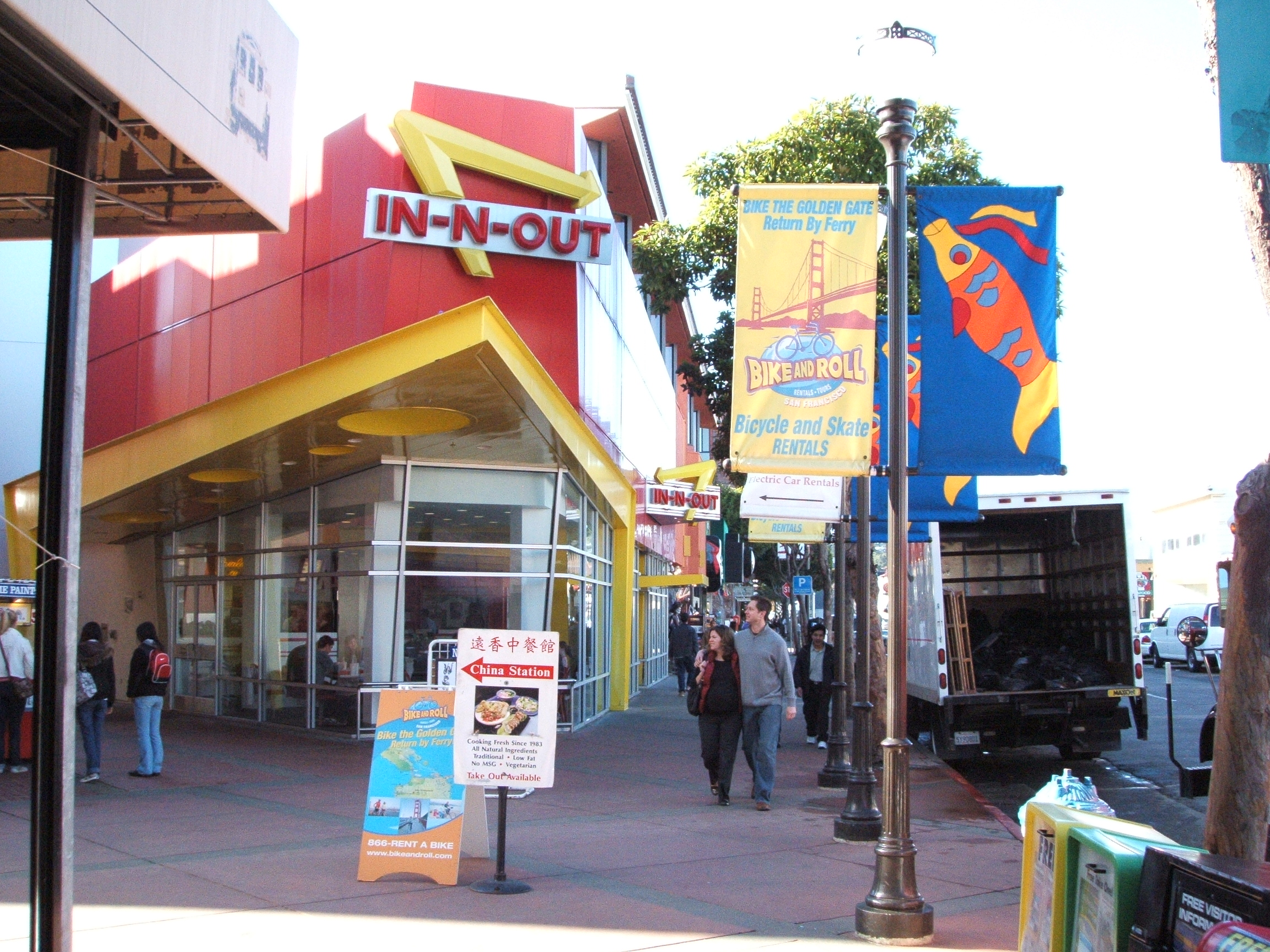
샌프란시스코 피셔맨스워프의 인앤아웃 버거

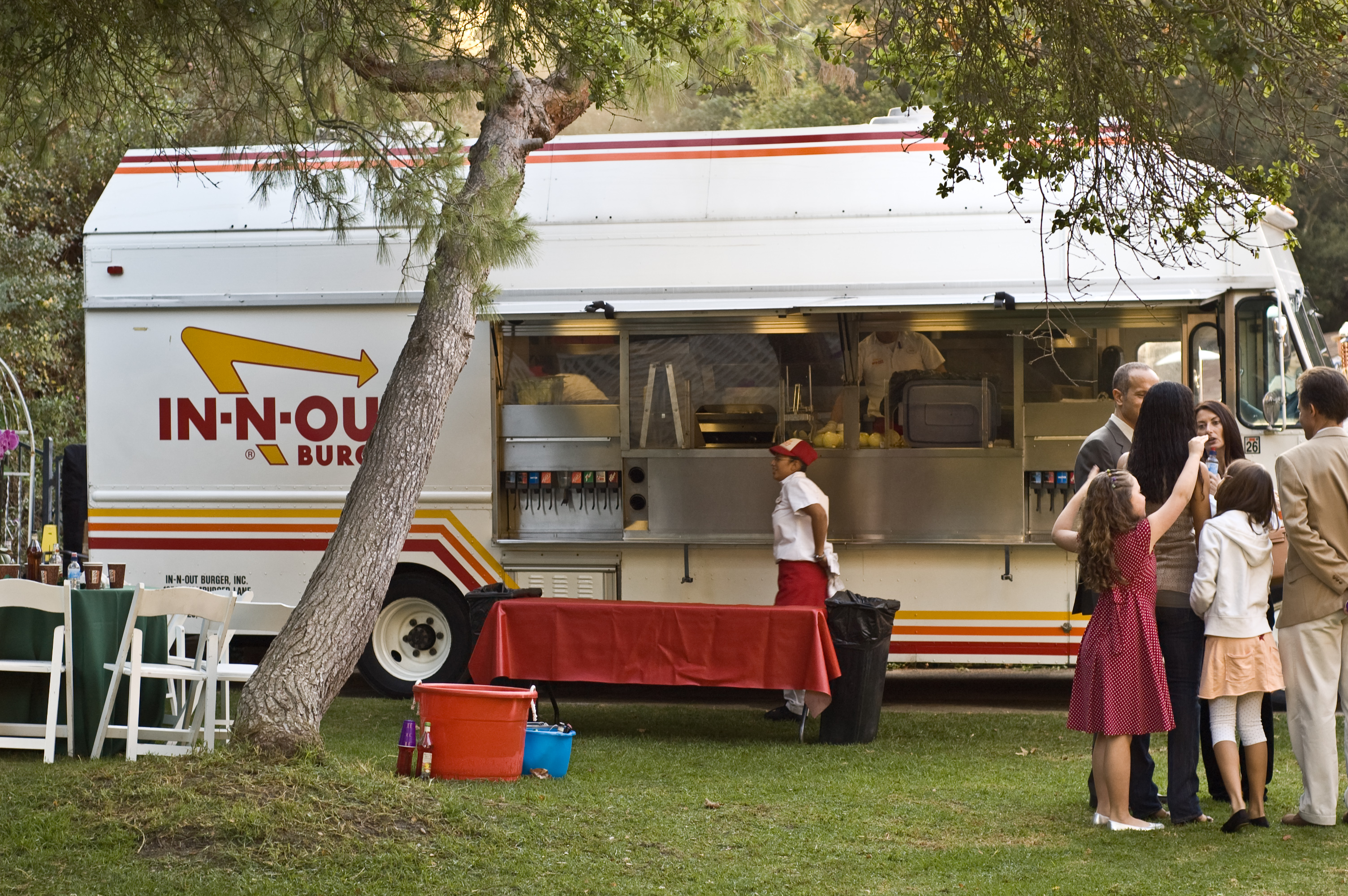
인앤아웃은 일부 남부 캘리포니아 시장에서 이동식 케이터링을 제공한다.

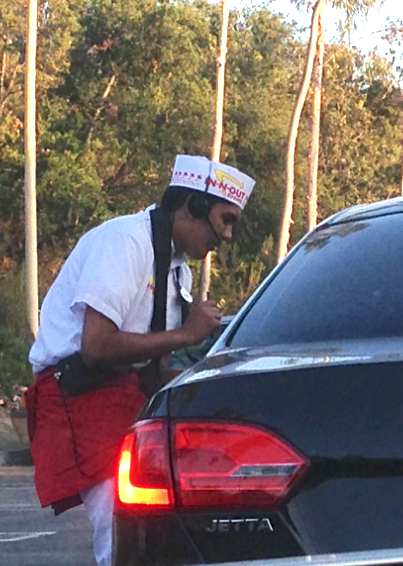
모바일 POS 시스템은 피크 시간 동안 긴 드라이브스루 줄을 줄이는 데 사용된다.

이 레스토랑은 인기를 얻어 새로운 지역에 들어설 때 일부 사람들에게 축하를 받았으며, 새로운 레스토랑의 개점은 종종 하나의 행사가 된다. 스코츠데일에 한 곳이 문을 열었을 때, 음식을 기다리는 데 4시간이 걸렸고, 뉴스 헬리콥터가 주차장 위를 맴돌았다.
이 체인의 이미지는 일부 특이한 방식으로도 인기를 얻었다. 예를 들어, 인앤아웃은 맥도날드와 같은 기업형 음식점에 대한 강한 반감이 있는 일부 지역에서도 여전히 용인되는 것으로 간주된다. 샌프란시스코 피셔맨스워프 지구의 상업 지도자들은 인앤아웃을 제외한 모든 패스트푸드 체인에 반대한다고 말했는데, 이는 그 지역의 가족 운영, 수십 년 된 사업체의 분위기를 유지하고 싶었기 때문이며, 한 사람은 지역 주민들이 보통 "피셔맨스워프에 패스트푸드점이 들어서는 것에 대해 크게 반발할 것"이지만 "이것은 다르다"고 말했다. 캘리포니아 출신이자 콜로라도 로키스 선수인 제이슨 지암비는 전 팀인 뉴욕 양키스와 함께 서해안에 있을 때 종종 인앤아웃 버거를 방문했다. 그는 뉴욕에 인앤아웃 버거 레스토랑을 열려고 했지만 성공하지 못했다고 말했다.
이 체인점은 고든 램지, 토마스 켈러, 줄리아 차일드, 앤서니 보데인, 이나 가르텐, 마리오 바탈리를 포함한 여러 유명 셰프들에게도 팬층을 가지고 있다. 유명한 런던 셰프/레스토랑 경영자 램지는 로스앤젤레스에서 헬스 키친을 촬영하면서 인앤아웃을 처음 먹어봤고, 곧 그가 가장 좋아하는 테이크아웃 장소 중 하나가 되었다. 램지는 그 경험에 대해 "인앤아웃 버거는 정말 특별했어요. 너무 좋아서 레스토랑에 앉아 더블 치즈버거를 먹고 몇 분 뒤 다시 드라이브스루로 가서 똑같은 걸 포장해 갔어요."라고 말했다. 인앤아웃의 팬인 토마스 켈러는 자신의 레스토랑 더 프렌치 런드리의 기념 파티에서 인앤아웃 버거와 함께 축하했다. 켈러는 또한 로스앤젤레스에서 인앤아웃을 경험한 영감을 받아 자신만의 버거 레스토랑을 열 계획이다. 이 체인점을 처음으로 옹호한 유명인 중 한 명인 줄리아 차일드는 산타바바라와 샌프란시스코 사이에 있는 모든 레스토랑의 위치를 알고 있다고 인정했다. 차일드는 병원 입원 중에도 버거를 배달받았다. 앤서니 보데인은 인앤아웃이 자신이 가장 좋아하는 패스트푸드 식사라고 말했으며, 나중에는 이 레스토랑을 "로스앤젤레스 최고의 레스토랑"으로 꼽았다. 이나 가르텐은 투데이 쇼 인터뷰에서 "솔직히 패스트푸드는 전혀 먹지 않아요. 딱 한 가지 예외가 있어요. 캘리포니아에서 책 투어를 할 때마다 항상 인앤아웃 버거에 가야 해요. 너무 맛있고 줄리아 차일드도 가장 좋아하는 곳이었다고 하니 괜찮아요."라고 말했다.
인앤아웃은 책 패스트푸드의 제국에서 긍정적으로 언급된 몇 안 되는 레스토랑 체인 중 하나였다. 이 책은 체인이 천연 및 신선한 재료를 사용하고 임금 및 복리후생과 관련하여 직원들의 이익을 돌본다는 점에서 칭찬했다. 인앤아웃 푸드트럭은 2012년 배너티 페어 아카데미 시상식 애프터 파티 케이터링을 제공했다.

### 예술

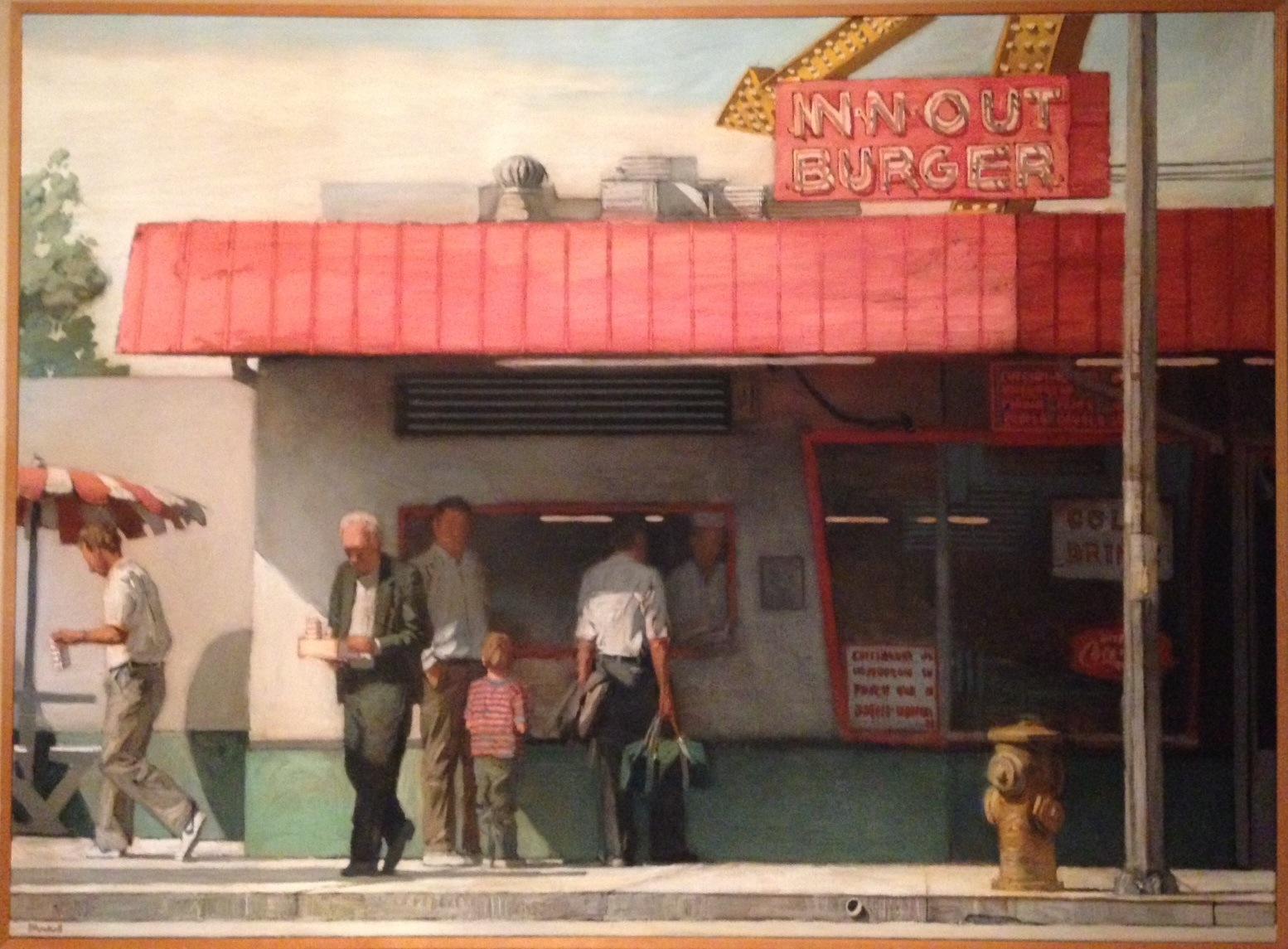
인앤아웃 버거의 하넬 가문의 의뢰로 리처드 번칼이 그린 그림

잭 슈미트는 인앤아웃 버거를 위해 캘리포니아 볼드윈파크에 위치한 원래 인앤아웃을 그리도록 의뢰받은 최초의 사람이었다. 그의 그림들은 나중에 광고, 셔츠, 그리고 다른 소비재에 복제되었다. 2022년 셔츠 디자인은 캘리포니아 팜스프링스 예술가 대니 헬러가 만들었다.

### 성경 구절

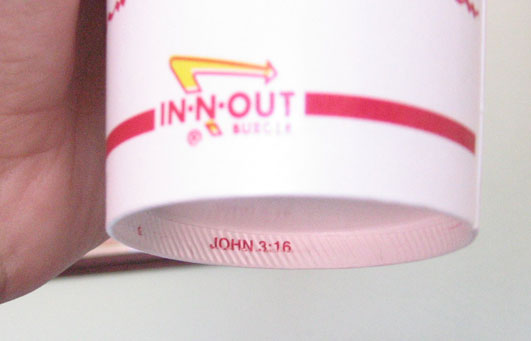
인앤아웃 음료 컵 바닥에 있는 성경 구절

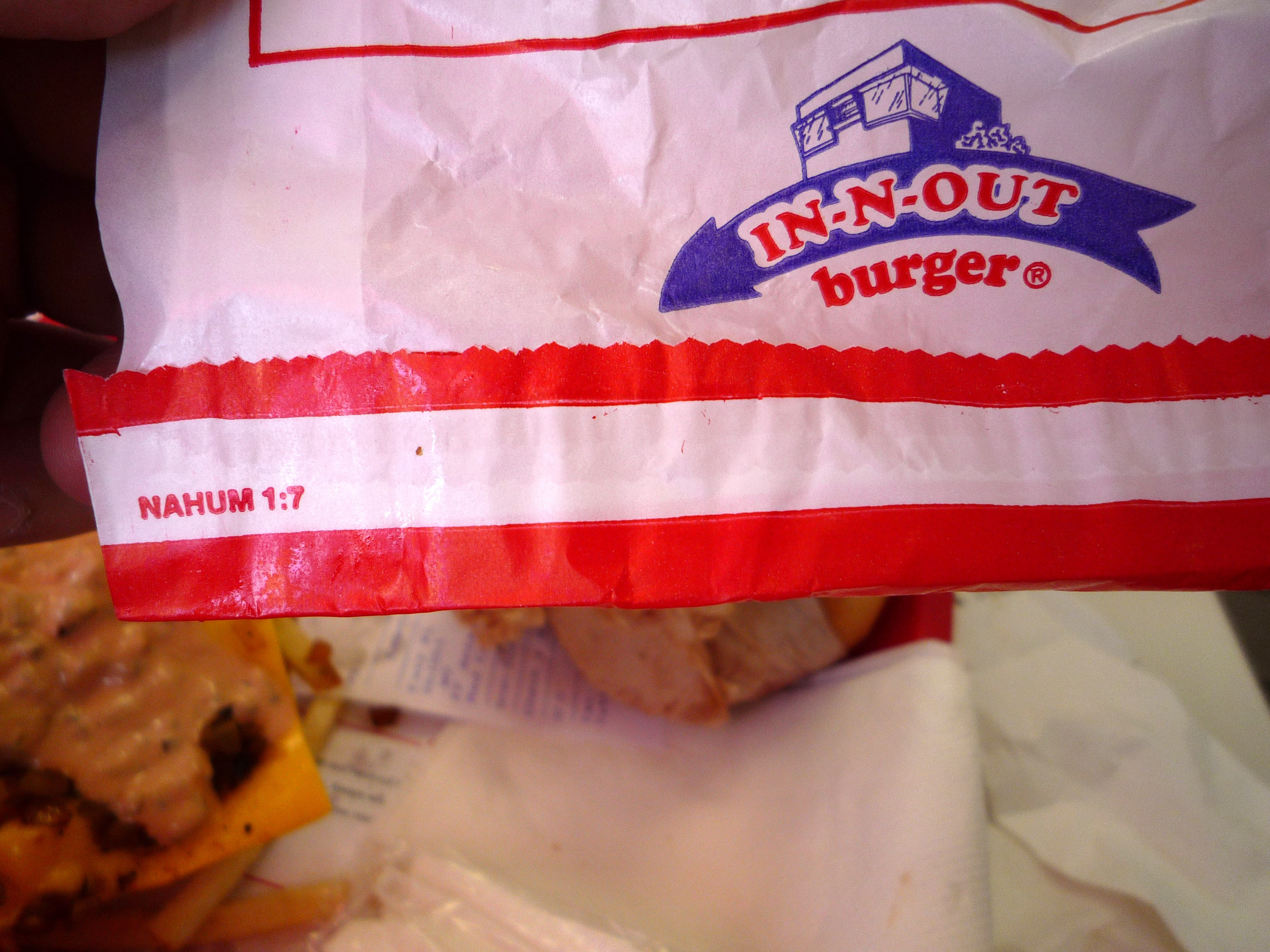
인앤아웃 더블더블 포장지에 있는 성경 구절

인앤아웃은 포장재의 특정 부분(예: "요한의 복음서 3장 16절", "잠언 3:5", "잠언 24:16", "나훔 1:7", "루가의 복음서 6장 35절", "요한 묵시록 3장 20절")에 작은 글씨로 성경 인용을 인쇄한다. 주로 음료 컵 바닥면과 버거를 감싸는 포장지에 나타난다. 이러한 관행은 1980년대 리치 스나이더가 사장으로 재직하던 시기에 시작되었으며, 이는 스나이더 가족이 지닌 복음주의 기독교 신념을 반영한다.

## 법률 및 정책 문제

### 리치 보이드 소송 (2006)
2006년, 소송으로 인해 체인의 기업 리더십에 대한 가족 간의 불화가 드러날 가능성이 생겼다. 인앤아웃의 부사장 중 한 명이자 회사 주식의 3분의 2를 관리하는 공동 신탁 관리인 리처드 보이드는 린지 스나이더(당시 린지 마르티네스)와 연합된 기업 임원들이 에스더 스나이더를 축출하고 보이드를 부당하게 해고하려 한다고 비난했다. 소송에 앞서 마르티네스, 스나이더, 테일러는 12월 직원들에게 보낸 비디오 메시지에서 들리는 모든 것을 믿지 말라고 말했다. 회사는 보이드가 개인 소유지에 건설 작업을 수행하고 회사에 비용을 청구했으며, 경쟁력 없는 입찰을 통해 계약자들에게 특혜를 주었다고 주장하며 자체 소송을 제기했다. 보이드는 공동 신탁 관리인 역할에서 정지되었고, 캘리포니아 노던 트러스트 은행이 2006년 5월 10일로 예정된 심리까지 그의 자리를 대신했다. 그러나 4월, 판사는 인앤아웃의 보이드에 대한 두 가지 주장을 기각했다. 2006년 10월 17일 재판 날짜가 정해졌지만 실제 재판은 열리지 않았고, 법정 밖에서 합의가 이루어졌다. 결국 보이드는 직원 및 공동 신탁 관리인 역할에서 영구적으로 해임되었다.

### 채더스 침해 소송 (2007)
2007년 6월, 회사는 유타주 아메리칸 포크의 채더스라는 레스토랑을 상대로 상표권 침해 소송을 제기했다. 인앤아웃은 이 레스토랑의 "모양과 느낌"이 인앤아웃과 너무 유사하며, "애니멀 스타일", "프로틴 스타일", "더블-더블"과 같은 상표 등록된 메뉴 항목을 침해했다고 주장했다.
회사는 유타 고객들이 고객 서비스 부서에 연락하여 인앤아웃이 다른 이름으로 유타에 지점을 열었는지, 아니면 그 레스토랑과 어떤 관련이 있는지 묻는 것을 통해 이 사실을 알게 되었다. 여러 고객들은 애니멀 스타일과 프로틴 스타일과 같은 상표 등록된 품목을 주문했다고 진술했다. 유타 지방 법원 판사 테드 스튜어트는 모방 음식점에 대해 임시 금지 명령을 내렸다. 채더스는 솔트레이크시티 지역과 프로보에 다른 지점을 열었다.
2009년, 인앤아웃은 채더스 레스토랑에서 1마일도 안 되는 거리에 유타주 아메리칸 포크에 레스토랑을 개점했다. 그들의 웹사이트에 따르면, 채더스는 "더블 더블" 대신 "스터비 더블"을 판매하기 시작했다.
인앤아웃 레스토랑이 유타에 개점한 이후 유타에 있던 채더스 레스토랑은 모두 폐업했다.

### 멕시코
2023년, 인앤아웃의 모조품인 인-아이-나웃이라는 이름의 레스토랑이 멕시코 쿨리아칸에 문을 열었다고 인스타그램에 이미지가 공개되었다. 이름 외에도 레스토랑의 로고, 디자인, 메뉴, 음식 프레젠테이션이 미국의 원본과 매우 유사했다. 법적 조치 위협을 받자 멕시코의 모방업체는 이름을 소피스 버거로 변경했다.

### 오스트레일리아
인앤아웃 버거는 오스트레일리아에서도 유사한 이름의 모방 업체들로 인해 어려움을 겪었는데, 이들은 유사한 이름의 오스트레일리아 기업들이 캘리포니아 기반의 체인점과 관련이 있다고 소비자를 혼동시켰다. 이 회사는 상표권 침해로 모방 업체들을 고소했으며, 상표권을 보호하기 위해 시드니에서 2012년, 2013년, 2016년, 2017년, 2019년, 2022년; 브리즈번에서 2020년; 멜버른에서 2014년 2018년; 퍼스에서 2018년 2022년에 원데이 팝업 스토어를 열었다. 고객들은 문이 열리기 전까지 몇 시간을 기다릴 수 있었지만, 음식은 매우 빨리, 때로는 개점 후 한 시간도 채 되지 않아 매진되었다. 인앤아웃은 현재 운영 지역 외에 영구적인 지점을 개점할 계획이 없을지라도, 하루짜리 팝업 스토어를 여는 사업 전략은 영구적인 레스토랑을 열지 않고도 오스트레일리아 상표법에 따라 해당 국가에서 사업적 존재를 유지하기 위함이다.
인앤아웃은 2020년 해시태그 버거스 유한회사(이전의 "펑크앤버거스" 및 "다운앤아웃 버거"로 사업)를 상대로 한 소송에서 오스트레일리아에서 자신들의 상표권 및 지적재산권을 성공적으로 방어했다. 2021년, 인앤아웃은 "인앤아웃 오지 버거"로 사업을 하는 퀸즐랜드 기반의 리치 아시안스 유한회사를 상대로 소송을 제기했다.
인앤아웃은 다른 나라에서도 이러한 관행을 사용한 것으로 보인다. 예를 들어 2020년 오클랜드에서; 2016년과 2018년 런던에서; 2014년과 2021년 토론토에서; 2012년과 2019년 싱가포르에서; 2012년 도쿄도에서; 2017년 상하이시에서; 2018년 방콕에서; 2015년 홍콩에서; 2016년 타이베이시에서; 2019년 밴쿠버에서; 2016년 부에노스아이레스에서; 2019년 서울특별시에서; 2022년 베를린에서; 2021년 더블린에서; 2021년 두바이에서; 2018년 프탈링자야에서; 2016년 케이프타운에서; 2017년 빈에서.

### 도어대시 소송 (2015)
2015년 11월 6일, 인앤아웃은 음식 배달 스타트업 도어대시를 상대로 상표권 침해 소송을 제기했다. 두 달 후 소송은 기밀 합의로 법정 밖에서 해결되었다. 도어대시는 더 이상 인앤아웃 버거의 음식을 배달하지 않는다.

### 정치 기부 (2018)
2018년, 인앤아웃은 11월 선거를 앞두고 캘리포니아 공화당에 25,000달러를 기부하고, 2017년 8월에 30,000달러, 2016년 5월에 또 다시 30,000달러를 기부한 후 보이콧 요구에 직면했다.

### 코로나19 백신 의무화 반대 (2021)
2021년 10월, 샌프란시스코의 인앤아웃 지점은 모든 레스토랑의 식사 고객이 코로나19 백신 접종 완료 증명서를 제시하도록 요구하는 공중 보건 명령을 시행하지 않아 샌프란시스코 공중 보건국 (SFDPH)에 의해 폐쇄 명령을 받았다. 이 지점은 의무화에 대한 경고 표지를 게시했지만, SFDPH는 실제로 시행되지 않는다는 불만을 접수했다. 회사의 최고 법률 책임자 아르니 웬신저는 회사가 "사기업이 자신의 사업을 이용하기로 선택한 고객들을 차별하도록 강요하는 어떤 정부 명령에도 맹렬히 반대한다"고 밝혔다. 이 지점은 "보건 명령을 준수하기 위한 적절한 절차 및 과정"을 입증할 때까지 포장 서비스만 허용되었다.
그 달 말, 콘트라코스타군의 인앤아웃 지점이 백신 의무화를 준수하지 않아 보건 당국으로부터 유사하게 폐쇄 명령을 받은 후, 이 지역의 모든 인앤아웃 지점은 식사 공간을 폐쇄하고 포장 서비스만 운영하기 시작했다. 이 지점들은 회사를 지지하는 반의무화 시위를 유치했다.

### 직원 마스크 착용 반대 (2023)
2023년 7월, 회사는 네바다, 애리조나, 유타, 텍사스, 콜로라도의 직원들은 유효한 의료 면제가 없는 한 직장에서 보호용 마스크를 착용할 수 없다고 발표했다. 명시된 이유는 회사 메모에 따르면 "고객 서비스의 중요성과 동료들의 미소 및 기타 얼굴 특징을 보여줄 수 있는 능력"을 강조하기 위함이었다. 회사 홍보 부서는 데니 워닉 최고 운영 책임자의 성명을 SFGATE에 보냈다: "우리는 마스크 착용이 문자 그대로 비언어적 의사소통의 많은 부분을 방해하고 더 멀고 단절된 환경을 조성한다고 믿습니다."

## 자선 활동

### 인앤아웃 버거 재단
인앤아웃 버거 재단(1995년 3월 13일부터 4월 14일까지 더 인앤아웃 재단으로 알려짐)은 1995년 3월 13일에 설립된 501(c)(3) 비영리 단체이며, NTEE 시스템에 따라 "인적 서비스: 모금 및 기금 분배" 기관으로 분류된다. 캘리포니아주 어바인에 본사를 둔 이 재단은 "필요한 아동을 위한 주거 치료, 응급 대피소, 위탁 양육 및 조기 개입을 제공하는 단체를 지원"한다. 보조금 지원 활동은 인앤아웃이 있는 지역에 위치하거나 서비스를 제공하는 적격 비영리 단체로 제한된다. 따라서 보조금 제안은 애리조나, 캘리포니아, 네바다, 유타, 텍사스의 제한된 수의 카운티에 있는 신청자들로부터만 접수된다. 2010년, 재정 보고서가 공개된 가장 최근 연도(그리고 회사의 텍사스 지점 개점 전)에, 이 재단은 애리조나, 캘리포니아, 네바다, 유타의 231개 수혜자에게 1,545,250달러를 기부했다. 보조금 지원은 기부금과 인앤아웃이 후원하는 모금 행사를 통해 이루어지며, 일반적인 보조금은 2,000달러에서 20,000달러 사이이다.

### 슬레이브 투 나씽 (Slave 2 Nothing)
인앤아웃 버거는 2016년에 "약물 남용 및 인신매매로 피해를 입은 개인과 가족의 삶을 개선"하기 위해 Slave 2 Nothing 재단을 설립했다.

## 원조 레스토랑
1948년에 개점한 첫 번째 인앤아웃 레스토랑은 캘리포니아주 인터스테이트 10 (당시 US 60/US 70/US 99, 라모나 고속도로, 현재 산 베르나르디노 고속도로)이 로스앤젤레스 도심에서 산 가브리엘 밸리까지 건설되면서 철거되었다. 고속도로는 원래 위치 위로 지나간다. 1954년, 원래 캘리포니아 볼드윈파크 지점 근처에 새로운 레스토랑이 완공되었다. 이 레스토랑은 2004년 11월에 폐쇄되었고, 회사의 기원과 역사를 기록하는 인앤아웃 박물관으로 사용될지에 대한 논의에도 불구하고 2011년 4월 16일에 철거되었다. 인앤아웃은 원래 인앤아웃 유니버시티(1984년 개점) 옆 고속도로 반대편에 대체 레스토랑을 건설했다. 새로운 인앤아웃 유니버시티는 그 부지에 건설되었다. 유니버시티 건물에는 캘리포니아 어바인에서 옮겨온 훈련 부서가 입주해 있다. 또한, 회사 레스토랑은 인앤아웃의 볼드윈파크 본사에서 레스토랑과 유니버시티가 있는 새로운 부지로 천 피트도 안 되는 거리에 옮겨졌다. 2014년, 볼드윈파크에 첫 인앤아웃의 복제본이 건설되었다.

## 수상 및 영예
인앤아웃 버거는 포브스가 선정한 2019년 미국 최고의 고용주 28위에 올랐다. 2014년 글래스도어 설문조사에 따르면, 인앤아웃 버거는 미국 및 영국에서 일하기 좋은 50대 기업 연간 목록에서 8위에 올랐다. 이 회사는 글래스도어의 2024년 톱 100 순위에서 6위를 차지했다.

## 같이 보기
- 파이브 가이즈 - 인앤아웃 버거와 더불어 미국 3대 인기 버거프랜차이즈 중 하나이며, 동부지역과 캐나다 일부 지역 그리고 영국에 진출해 있다. 연고지는 버지니아주다.
- 쉐이크쉑 - 인앤아웃 버거와 더불어 미국 3대 인기 버거프랜차이즈 중 하나이며, 뉴욕을 중심으로 일부 타대도시와 세계 몇몇 나라에 진출해 있다. 연고지는 뉴욕이다.

## 참고 문헌
- Hawn, Carleen (2006년 8월 7일). “In-N-Out Burger is giving McDonald's a run for its money”. 《fastcompany.com》.
- Perman, Stacy (2009). 《In-N-Out Burger: A Behind-the-Counter Look at the Fast-Food Chain That Breaks All the Rules》. New York: 하퍼비지니스. ISBN 978-0-06-134671-2. December  1, 2010에 원본 문서에서 보존된 문서.